# 1. deild 1979 (Fær Øer)
L'edizione 1979 della 1. deild vide la vittoria finale del ÍF Fuglafjørður.

## Classifica finale
|   | Classifica      | G  | V  | N | P  | GF | GS | Dif | Pt |
| - | --------------- | -- | -- | - | -- | -- | -- | --- | -- |
| 1 | ÍF Fuglafjørður | 14 | 11 | 3 | 0  | 34 | 09 | 25  | 25 |
| 2 | TB Tvøroyri     | 14 | 11 | 2 | 1  | 44 | 18 | 26  | 24 |
| 3 | HB Tórshavn     | 14 | 8  | 2 | 4  | 39 | 20 | 19  | 18 |
| 4 | B36 Tórshavn    | 14 | 4  | 4 | 6  | 21 | 30 | -9  | 12 |
| 5 | MB Miðvágur     | 14 | 3  | 5 | 6  | 22 | 27 | -5  | 11 |
| 6 | KÍ Klaksvík     | 14 | 3  | 4 | 7  | 18 | 36 | -18 | 10 |
| 7 | VB Vágur        | 14 | 1  | 6 | 7  | 18 | 33 | -15 | 8  |
| 8 | NSÍ Runavík     | 14 | 0  | 4 | 10 | 12 | 35 | -23 | 4  |

G = Partite giocate; V = Vittorie; N = Nulle/Pareggi; P = Perse; GF = Goal fatti; GS = Goal subiti; DIF = Differenza reti, PT = Punti

### Verdetti
- ÍF Fuglafjørður campione delle Isole Fær Øer 1979
- NSÍ Runavík retrocesso in 2. deild